# Craig G
Craig G, pseudonimo di Craig Morgan (New York, 24 marzo 1973), è un rapper statunitense proveniente da Queensbridge, nel Queens, New York.
È stato uno dei membri originali della Juice Crew ed è presente sulla famosa traccia The Simphony.

## Storia
Nel 1989 esce il suo primo album, The Kingpin, interamente prodotto da Marley Marl. A distanza di due anni, nel 1991, incide il suo secondo LP, intitolato Now, That's More Like It, anche questo quasi interamente prodotto da Marley Marl.
Craig G è diventato famoso per le sue battaglie di freestyle contro il rapper MC Supernatural. Nel 1994, Craig inflisse a Supernatural la prima grande sconfitta della sua carriera, pronunciando una rima nella quale svelava le vere origini del rivale (nativo dell'Indiana). Craig è apparso poi nel 2000 sul documentario "Freestyle: The Art Of Rhyme", nel quale parla della battaglia e delle controversie attorno ad essa.
Nel 2002, Craig ha scritto la maggior parte delle rime utilizzate nelle battaglie di freestyle per il film 8 Mile. Nell'anno successivo è uscito con il suo terzo disco intitolato This Is Now!!!, dopo dodici anni dall'uscita del precedente album.

## Discografia

### Album
- 1989 - The Kingpin
- 1991 - Now, That's More Like It
- 2003 - This Is Now
- 2019 - The WZA presents:OG'S Original Grown Shit

### Singoli
- Shout (1985)
- Transformer (1985)
- Shootin' The Gift (Remix) (1989)
- Turn This House Into A Home / Dopest Duo (1989)
- U-R Not The 1 (1991)
- Word Association  (Promo) (1991)
- Say What You Want (2002)
- Stomped / Make You Say Yes (2003)
- Brother On The Run (feat. O.S.T.R.)(2007)